# Eremobina jocasta
Eremobina jocasta là một loài bướm đêm trong họ Noctuidae.